# Adam Air
Az Adam Air egy jakartai, indonéz székhelyű magán légitársaság volt 2002 és 2008 között. Bázisa a jakartai Soekarno–Hatta nemzetközi repülőtér. Ezen kívül fontos repterei Medan és Surabaya. A légitársaság belföldi járatokat indított közel 20 városba, illetve Penang és Szingapúr városába.
Bár sokan a diszkont légitársaságok közé sorolják, saját magát a diszkont és a hagyományos és az alacsony árakkal dolgozó piacszegmentumok közé pozicionálja, mivel a gépeken ételt szolgálnak fel, mégis versenyképes árakkal. Stratégiájuk hasonlít a szingapúri Valuairéhez. Az 574-es járat (később bővebben) 2007. január 1-jei katasztrófájáig Indonézia legdinamikusabban fejlődő légitársasága volt.

## Története
Az Adam Air-t 2002-ben Agung Laksono, egy ismert indonéz üzletember illetve az indonéz képviselőház elnöke, valamint Sandra Ang alapította. Sandra Ang abból az indonéz-kínai családból származik akié a légitársaság volt. A légitársaság Sandra Ang 26 éves fia Adam Suherman után volt elnevezve, aki nem mellesleg a légitársaság vezérigazgatója volt. Miután befejezte tanulmányait az Egyesült Államokban, Suherman felvetette hogy a családja hozzon létre egy légitársaságot.

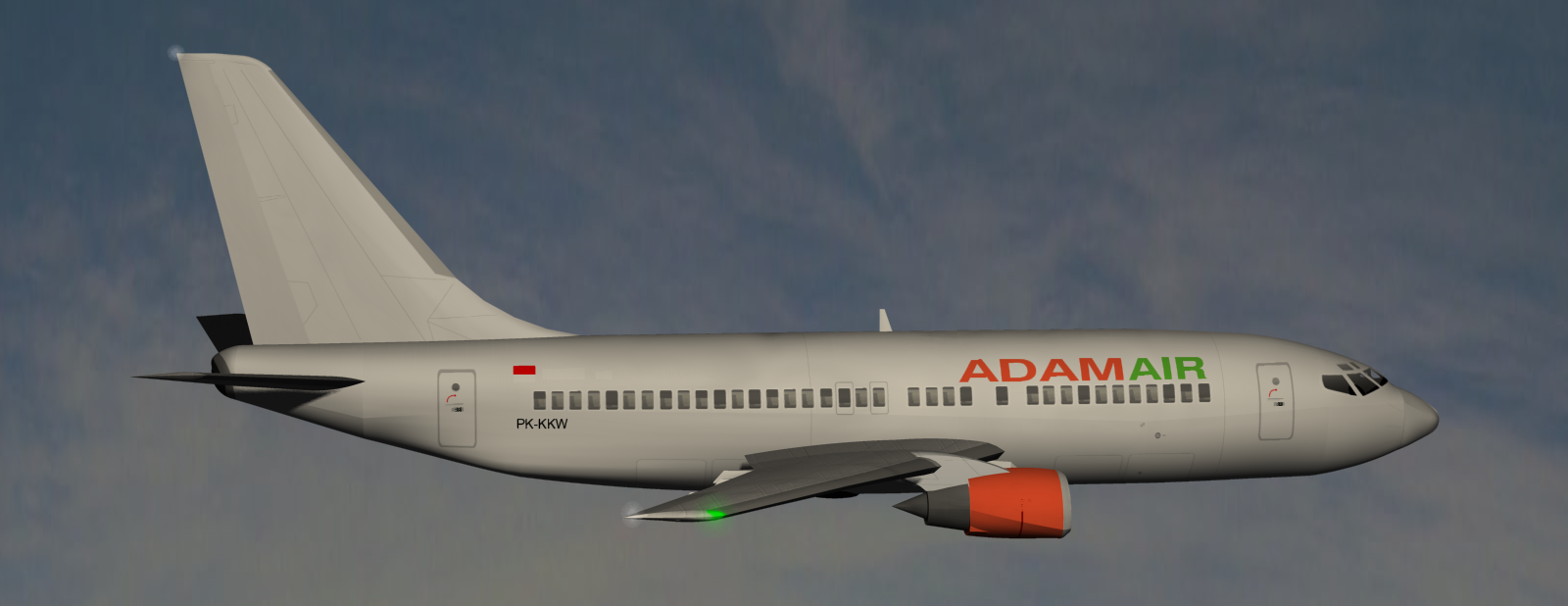
Az Adam Air PK-KKW Boeing 737-4Q8-as gépe

A légitársaságot 2002-ben alapították és az első járatot 2003. december 19-én indították, 2 db Boeing 737–300-as repülőgéppel, amit a GE Capital Aviation Services-től béreltek. Az első járatok Jakartából Medanba és Denpasarba mentek.
Az Adam Air több befektetővel folytatott tárgyalásokat, többek között a légitársaság 20% részesedésének eladásáról a Qantasnak, a Texas Pacific Group átvételi ajánlatáról és egy tervezett nyilvános ajánlattételről Szingapúrban. Azonban, a külföldi befektetők eltűntek az 574-es járat balesete után.
Az indonéz befektetési társaság a PT Bhakti Investama Tbk érdekelt volt az Adam Air megszerzésében. A társaságnak már volt részesedése a PT Indonesia Air Transport Tbk-ben, a Pt Media Nusantara Citra Tbk leányvállalatában, ami Délkelet-Ázsia legnagyobb és legegységesebb médiacsoportja. A csoport elnöke Hary Djaja azt mondja hogy "Figyelembe véve az IAT-vel szerzett tapasztalatainkat, amelyek kiváló biztonsági feljegyzésekkel rendelkeznek, biztosak lehetünk benne hogy képesek leszünk pozitívan együttműködni és javítani az Adam Air színvonalát". Az Adam Air végül ötven százalékos részesedését adta el a PT Bhakti Investamanak.
Repülési tanácsadó Gerry Soejatman leszögezte hogy az Adam Air azért volt sikeres mivel a "kinézete friss", ezzel utalva a légitársaság kitűnően színes kinézetére és egyenruháira. 2006. augusztus 22-én, Soejatman kiposztolta az Airliners.net-re, hogy a cég alig tartja karban a repülőit, és hogy fennáll a kockázata, hogy az Adam Air bármelyik repülőgépéből "egy füstölgő lyuk lesz a földben".
Az Adam Air 292-es járatának balesete után, a PT Bhakti Investama és a Bright Star Perkasa üzleti csoport, akiknek együtt 50% részesedésük van az Adam Air-ben, bejelentették hogy eladják a részesedésüket az alapítóknak. A Bhakti Investama befektetői kapcsolatokért hivatalos embere Henry Suparman nem említett semmilyen konkrét eseményt a légitársaság történetében, de kijelentette. hogy a cég az elmúlt évben nem látott jelentős előrelépést a légitársaság biztonsági problémáinak kezelésében.

## Balesetek
Már korábban is kritikák érték a légitársaságot, biztonsági szempontok alapján. 2006-ban az egyik repülőgépük kicsúszott a pályáról (az utasokat nem lehetett kimenekíteni, mivel egyetlen biztonsági csúszda sem nyílt ki az öreg repülőgépen így bár senki sem sérült meg könnyebben, órákig a repülőgépen voltak kénytelenek maradni) ; ugyanebben az évben két másik repülőjük jelentett súlyos hidraulikus hibákat melyekkel kényszerleszállást kellett volna végrehajtani, de a kapitányok minden esetben a tovább repülés mellett döntöttek (szabály ellenesen). Több jelentés is beszámolt arról, hogy az Adam Air megfenyegetett pilótákat annak érdekében, hogy a biztonságossági aggályok ellenére, a feltárt hibák mellett repüljék le a kiszabott járatokat, az átlagosan 21 éves Boeingekkel.

### 782-es járat
2006. február 11-én, a 782-es járat (a repülőgép a PK-KKE regisztrációval rendelkezett) 20 perccel a jakartai felszállást követően eltűnt a légiirányítás radarjairól. Kiderült, hogy az amúgy 22 éves repülőgép navigációs rendszereivel már korábban is sok probléma volt, ám ezt a légitársaság figyelmen kívül hagyta. 3 órával az eltűnés után, a kapitány kényszerleszállást hajtott végre Tambolaka város repülőterén. A pilótát kirúgták állásából, habár az akár súlyos következményekkel végződő, mégis szerencsésen záruló baleset okozója egyértelműen az Adam Air volt, aki több biztonsági szabályt is semmibe véve repültette a valóban nagyon öregnek számító Boeing 737-est.

### 574-es járat
2007. január 1-jén, körülbelül egy órával a tervezett manadoi leszállást megelőzően a légiiányítók elvesztették az összeköttetést az Adam Air 574-es járatával. A járat Surabayáról indult. Az első jelentések arról hogy a gépet megtalálták tévesnek bizonyultak, azonban pár nappal a baleset után megtalálták a repülő roncsait. Ezt a balesetet a navigációs rendszerek hibás működése, az időjárás, és emberi tényezők együttesen okozták. A repülőgép, 102 utasával együtt a tengerbe zuhant. Kiderült, hogy az Adam Air nem biztosított megfelelő képzést pilótái számára a navigációs rendszer meghibásodásával kapcsolatosan, illetve, hogy az IRS rendszer bekövetkezett hibájára már korábban előzetes jelek mutatkoztak melyet a légitársaság nem vett figyelembe.

### 172-es járat
2007. február 21-én, alig egy hónappal a 102 halálos áldozatot követelő előző baleset után, a 172-es járat Jakartából Suarabyába (PK-KKV volt a repülőgép lajstroma) érkezésekor (ahogyan később kiderült emberi hiba miatt) túlságosan keményen csapódott a földre, aminek következtében több darabra tört a járatot teljesítő Boeing 737–300-as típusú repülőgép. A légitársaság kitartott azon álláspontja mellett, hogy a balesetet az időjárás viszontagságai okozták, és ezért túl kemény büntetésnek tartották, hogy 6 repülőgépüket alapos kivizsgálásra küldte az Indonéz Repülésügyi Hatóság. Öt repülőgép használatát engedélyezték a továbbiakban, de egy kivénhedt (24.5 éves!) Boeinget kivontak a forgalomból. A baleset során senki sem sérült meg komolyabban.

### 292-es járat
2008. március 10-én a Jakartából Batamba tartó Boeing 737–400-as típusú, 292-es járatot teljesítő repülőgép leszálláskor 75 méterrel túlcsúszott a leszállópályán mely következtében az egyik szárny letört. Komolyabb sérülésről nem érkezett jelentés, ám ez a baleset járult hozzá véglegesen az Adam Air végéhez, mivel ezen baleset után 8 nappal visszavonták repülési engedélyét, majd 2 hónappal később véglegesen felszámolták.

## Útvonalak
| Ország    | Város          | Repülőtér                                                   |
| --------- | -------------- | ----------------------------------------------------------- |
| Indonézia | Balikpapan     | Sultan Aji Muhammad Sulaiman Sepinggan Nemzetközi Repülőtér |
| Indonézia | Banda Aceh     | Keberangkatan Repülőtér                                     |
| Indonézia | Banjarmasin    | Syamsudin Noor Nemzetközi Repülőtér                         |
| Indonézia | Bengkulu       | Fatmawati Soekarno Repülőtér                                |
| Indonézia | Denpasar       | Ngurah Rai Nemzetközi Repülőtér                             |
| Indonézia | Jakarta        | Soekarno-Hatta nemzetközi repülőtér                         |
| Indonézia | Jambi          | Sultan Thaha Repülőtér                                      |
| Indonézia | Kupang         | El Tari repülőtér                                           |
| Indonézia | Lampung        | Bandara Raden Nemzetközi Repülőtér                          |
| Indonézia | Makassar       | Sultan Hasanuddin Repülőtér                                 |
| Indonézia | Mataram        | Selaparang Repülőtér                                        |
| Indonézia | Manado         | Sam Ratulangi Nemzetközi Repülőtér                          |
| Indonézia | Malang         | Abdul Rachman Saleh Repülőtér                               |
| Indonézia | Medan          | Kualanamu Nemzetközi Repülőtér                              |
| Indonézia | Padang         | Minangkabau Nemzetközi Repülőtér                            |
| Indonézia | Palembang      | Sultan Mahmud Badaruddin II Nemzetközi Repülőtér            |
| Indonézia | Pangkal Pinang | Depati Amir Repülőtér                                       |
| Indonézia | Pekanburu      | Sultan Syarif Kasim II Nemzetközi Repülőtér                 |
| Indonézia | Pontianak      | Bandara Supadio Nemzetközi Repülőtér                        |
| Indonézia | Semarang       | Jenderal Ahmad Yani Nemzetközi Repülőtér                    |
| Indonézia | Surabaya       | Juanda Nemzetközi Repülőtér                                 |
| Indonézia | Surakarta      | Adi Soemarmo Nemzetközi Repülőtér                           |
| Indonézia | Yogyakarta     | Adisucipto Nemzetközi Repülőtér                             |
| Malajzia  | Pinang         | Penang Nemzetközi Repülőtér                                 |
| Szingapúr | Szingapúr      | Szingapúr-Changi repülőtér                                  |

## Kódadatok
- IATA kód: KI
- ICAO kód: DHI
- Hívójel: ADAM SKY[6]